# Pallenopsis angusta
Pallenopsis angusta är en havsspindelart som beskrevs av Stock, J.H. 1991. Pallenopsis angusta ingår i släktet Pallenopsis och familjen Phoxichilidiidae. Inga underarter finns listade i Catalogue of Life.